# 貓蛺蝶屬
貓蛺蝶屬（學名：Timelaea）是閃蛺蝶亞科裡的一個屬。包含5個物種。主要分佈於中國。這些蝴蝶曾被認為是近親網蛺蝶屬。

## 下属物种
本属包括以下物种：
- Timelaea albescens Oberthür
- 猫蛱蝶 Timelaea maculata (Bremer & Grey, 1853)
- Timelaea nana Leech, 1892